# Ботев (гора)
Бо́тев (до 1950 года — Юмрукчал) — гора в Болгарии, высочайшая вершина Балканских гор (2376 м). Склоны горы крутые, вершина плоская, покрыта лугами. Гора находится на территории общины Карлово в Пловдивской области.
Гора названа в честь болгарского поэта и революционера Христо Ботева, а до 1950 года пик назывался Юмрукчал — «кулак — гора» (болг. юмрук — «кулак», чал — «высокая горная вершина»).
На вершине горы расположена метеостанция.
Северный склон горы, называющийся Райские скалы, популярен среди альпинистов.